# 群馬県道64号平川横塚線
群馬県道64号平川横塚線（ぐんまけんどう 64ごう ひらがわよこづかせん）は、群馬県沼田市利根町平川から同市下久屋町を結ぶ県道（主要地方道）である。旧称・平川沼田線。

## 路線データ
- 起点：沼田市利根町平川1299番（国道120号交点〈平川交差点〉）[注釈 1]
- 終点：沼田市下久屋町[1]（国道120号交点〈下久屋町交差点〉）

## 歴史
- 1959年（昭和34年）9月18日：群馬県より現・道路法に基づき、県道平川沼田線（利根郡利根町大字小日向 - 沼田市下川田町、整理番号41）として路線認定される[2]。
- 1993年（平成5年）5月11日：建設省から、県道平川沼田線が平川沼田線として主要地方道に指定される[3]。
- 1994年（平成6年）4月1日：群馬県より県道路線認定に関する告示（昭和34年群馬県告示第324号）の一部が改正され、平川沼田線（整理番号80）となる[4]。
- 2023年（令和5年）7月12日：梅雨前線豪雨（令和5年7月豪雨）により、路面に土砂流出。片品村花咲から川場村川場湯原間の約6kmが通行止[5]。

## 路線状況

### 通称
- 奥利根ゆけむり街道（全区間）

### 道の駅
- 川場田園プラザ（利根郡川場村大字立岩）

## 地理

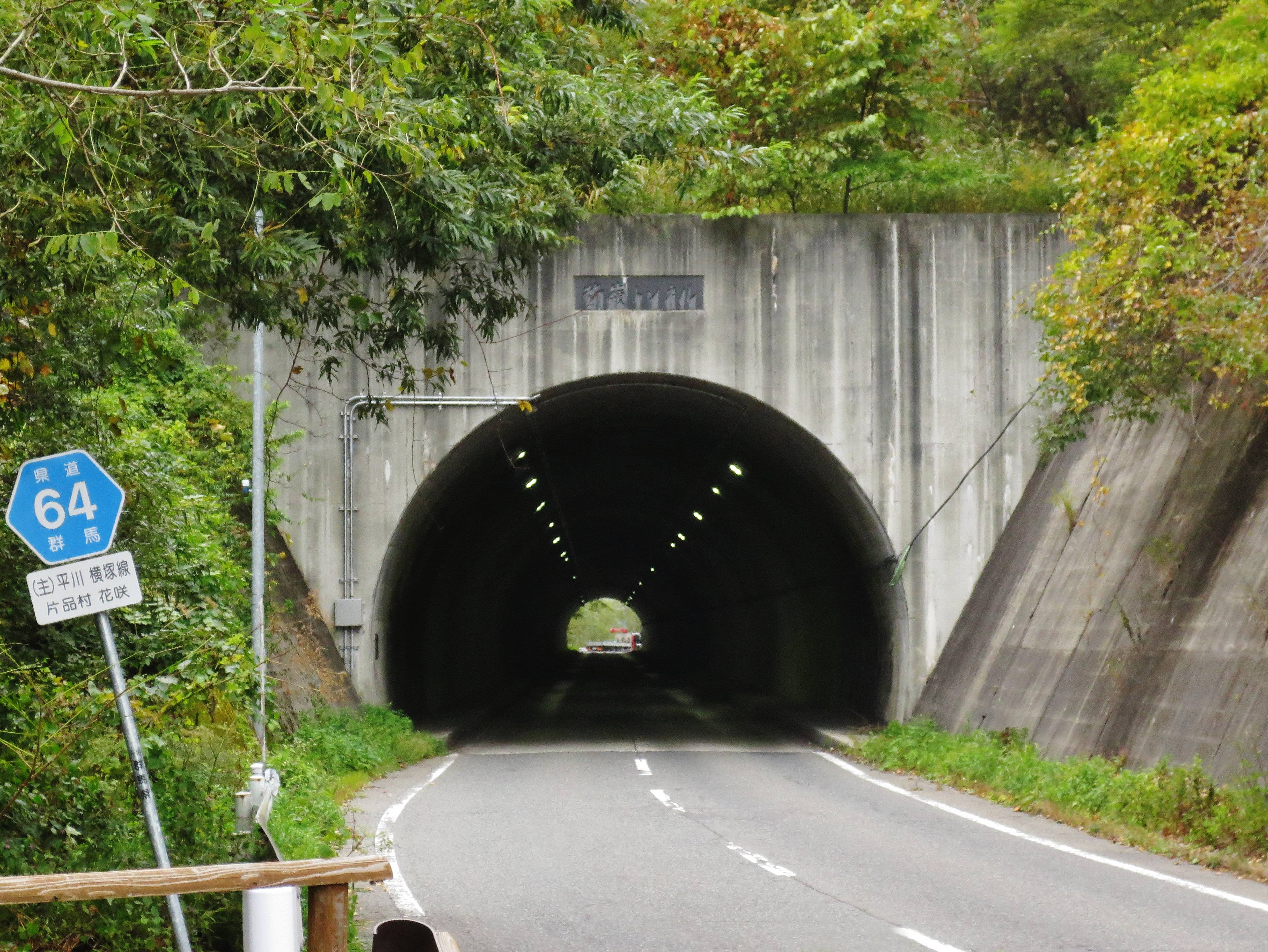
背嶺峠（背嶺トンネル、片品村）

### 通過する自治体
- 沼田市
- 利根郡
  - 片品村
  - 川場村
- 沼田市

### 交差する道路
- 国道120号（沼田市利根町平川、起点）
- 群馬県道263号富士山横塚線（沼田市横塚町）
- 国道120号・群馬県道255号下久屋渋川線（沼田市下久屋町、終点）

### 沿線にある施設など
- 道の駅川場田園プラザ
- 川場スキー場
- 花の駅・片品 花咲の湯
- スノーパル・オグナ武尊